# My Melody & Kuromi
My Melody & Kuromi (japanska: Maimerodi to Kuromi)  är en japansk animerad komediserie som hade premiär på strömningstjänsten Netflix den 24 juli 2025. Serien är baserad på karaktärerna My Melody och Kuromi skapade av Sanrio och regisserad av Tomoki Misato efter ett manus skriver av Shuko Nemoto.